# Esino Lario
Esino Lario és una localitat i comune italiana de la província de Lecco, regió de Llombardia, amb 798 habitants. Està situada a 60 quilòmetres al nord de Milà i a 15 al nord-oest de Lecco.
La municipalitat d'Esino Lario està composta per les fraccions de Bigallo i Ortanella.
Esino Lario limita amb les municipalitats de Cortenova, Lierna, Mandello del Lario, Parlasco, Pasturo, Perledo, Primaluna, Taceno i Varenna.
El poble va ser seleccionat per acollir al juny de 2016 Wikimania, la conferència anual del moviment Wikimedia. És la primera vegada que la ubicació de l'esdeveniment abasta un poble sencer.